# Хомячок Эверсмана
Хомячок Эверсмана (лат. Allocricetulus eversmanni) — вид хомяков из отряда Грызуны.
Видовое название дано в честь русского натуралиста, зоолога, врача и путешественника — Эдуарда Александровича Эверсмана (1794—1860).

## Описание
Мелкий грызун, размером заметно крупнее мыши. Длина тела 136—160 мм, хвоста 20—28 мм. Лапы короткие. Морда слабоприостренная. Уши небольшие, закруглые на концах. Подошва слабо опушена с хорошо заметными бугорками. Хвост широкий у основания и слегка уплощенный, покрыт густыми короткими и мягкими волосами.
Волосяной покров короткий, мягкий, бархатистый.
Окраска верха тела хомяка от черновато-коричневой до палево-рыжей или пепельно-песчаной. Брюхо однотонное белое, резко отграничено от тёмной окраски боков. На горле и груди между передними лапами находится бурое нерезко выраженное пятно. Лапы и низ хвоста белого цвета.

## Ареал
Распространен в Нижнем и Среднем Заволжье, на юге Зауралья, в Северном и Центральном Казахстане.

## Места обитания
Степи, полупустыни, местами заходит в лесостепь. Обитает преимущественно на участках злаково-полынной степи, солонцов, окраин распаханных полей. Избегает сильно увлажнённых мест.

## Питание
Питается семенами и вегетативными частями различных злаковых растений, в том числе культурных, полыней, солянок, луковицами тюльпанов, а также насекомыми и их личинками.

## Образ жизни
Активен в сумерках, вечером и ночью. Норы устраивает просто. Они обычно состоят из главного наклонного или вертикального хода, гнездовой камеры и нескольких, иногда ветвящихся отнорков. Часто использует норы других грызунов.
Размножение начинается в апреле, но известны случаи и зимнего размножения. Самка приносит за год два-три помёта, в выводке четыре-пять детенышей.
С октября обычно впадает в спячку, которая часто прерывается, а иногда и может отсутствовать вовсе.

## Численность
Численность вида невысокая. Вблизи посевов злаковых культур иногда наблюдается её повышение, в районах освоения целинных земель в последние годы стал многочисленным.

## Замечания по охране
Занесён в региональные Красные книги нескольких субъектов Российской Федерации.